# Franco guineano
Il Franco guineano  ( fr. franc guinéen) è la valuta usata nella nazione africana della Guinea. Il codice ISO 4217 è GNF.

## Primo franco guineano
Il primo franco guineano fu introdotto nel 1959 in sostituzione del Franco CFA. Esistevano monete da 1, 5, 10 e 25 franchi (in cupralluminio) e banconote (datate 1958) da 50, 100, 500, 1000, 5000 e 10 000 franchi.  Nel 1960 fu emessa una seconda serie senza la banconota da 10 000 franchi. Questa seconda serie aveva gli stessi ritratti della prima, ma differenti schemi di colori e differenti rovesci della prima. Una seconda emissione di monete nel 1962 fu fatta in cupronichel.
Nel 1971, il franco fu sostituito dal syli con un tasso di 1 syli = 10 franchi.

## Secondo franco guineano
Il franco guineano fu reintrodotto come valuta delle Guinea nel 1985, alla pari con il syli. Le monete furono coniate nei valori di 1, 5 e 10 franchi, in seguito furono emesse le monete da 25 franchi (1987) e da 50 franchi (1994). Furono anche emesse banconote da 25, 50, 100, 500, 1000 e 5000 franchi.
Una seconda serie fu emessa nel 1998 senza le banconote da 25 e 50 franchi che furono sostituite da monete. Nel 2006 ci fu una terza emissione con banconote da 500, 1000 e 5000 franchi simili alle emissioni precedenti. Nel giugno 2007 la Guinea ha annunciato l'emissione di una banconota da 10 000 franchi che è stata distribuita l'8 agosto..